# 鐵金剛勇破黑魔黨
《鐵金剛勇破黑魔黨》（英語：Live and Let Die），是第8部占士·邦系列影片，1973年上映，也是羅傑·摩爾飾演占士·邦的第一齣電影。本片是美高梅的占士·邦系列中，第一齣以黑人及同性戀社群作為大反派的影片。且主題曲由前披頭四成員保羅·麥卡尼，樂曲節奏風格迥異，非常另類。

## 劇情
占士·邦的三位軍情六處的同事，在24小時內分別在加勒比海、紐約、紐奧良被殺害。龐德為了要查出真相，特別親赴美洲探查，卻發現加勒比海中聖莫尼克島的元首康奈克的罪行，原來康奈克涉足毒品市場，還企圖當全世界最大的毒梟，龐德要如何將康奈克繩之以法？

## 演員
- 羅渣·摩亞 飾 占士·邦
- 珍·茜摩爾 飾 蘇麗泰
- 耶佛·哥圖 飾 康奈克（「老大先生」）

## 拍攝地點
- 英國
- 美國
- 牙買加

## 主題曲
由羽翼合唱團（Wings）演唱的同名主題曲「Live and Let Die」

## 外部連結
- MGM Official Site: Live and Let Die （页面存档备份，存于）
- Blaxploitation and Live and Let Die （页面存档备份，存于） - from the article Cleopatra Jones, 007: Blaxploitation, James Bond, and Reciprocal Co-optation
- 互联网电影数据库（IMDb）上《鐵金剛勇破黑魔黨》的资料（英文）
- 爛番茄上《鐵金剛勇破黑魔黨》的資料（英文）
- 豆瓣电影上《鐵金剛勇破黑魔黨》的資料 （简体中文）
- Box Office Mojo上《鐵金剛勇破黑魔黨》的資料（英文）
- AllMovie上《鐵金剛勇破黑魔黨》的资料（英文）